# Guanagazapa
Guanagazapa är en kommunhuvudort i Guatemala.   Den ligger i departementet Departamento de Escuintla, i den södra delen av landet, 50 km söder om huvudstaden Guatemala City. Guanagazapa ligger 345 meter över havet och antalet invånare är 2 842.
Terrängen runt Guanagazapa är kuperad åt nordost, men åt sydväst är den platt. Runt Guanagazapa är det ganska tätbefolkat, med 65 invånare per kvadratkilometer. Närmaste större samhälle är Escuintla, 17,6 km nordväst om Guanagazapa. Omgivningarna runt Guanagazapa är en mosaik av jordbruksmark och naturlig växtlighet.